# 潮城
潮城（うしおじょう）は、静岡県藤枝市潮にあった中世の日本の城（山城）。

## 概要

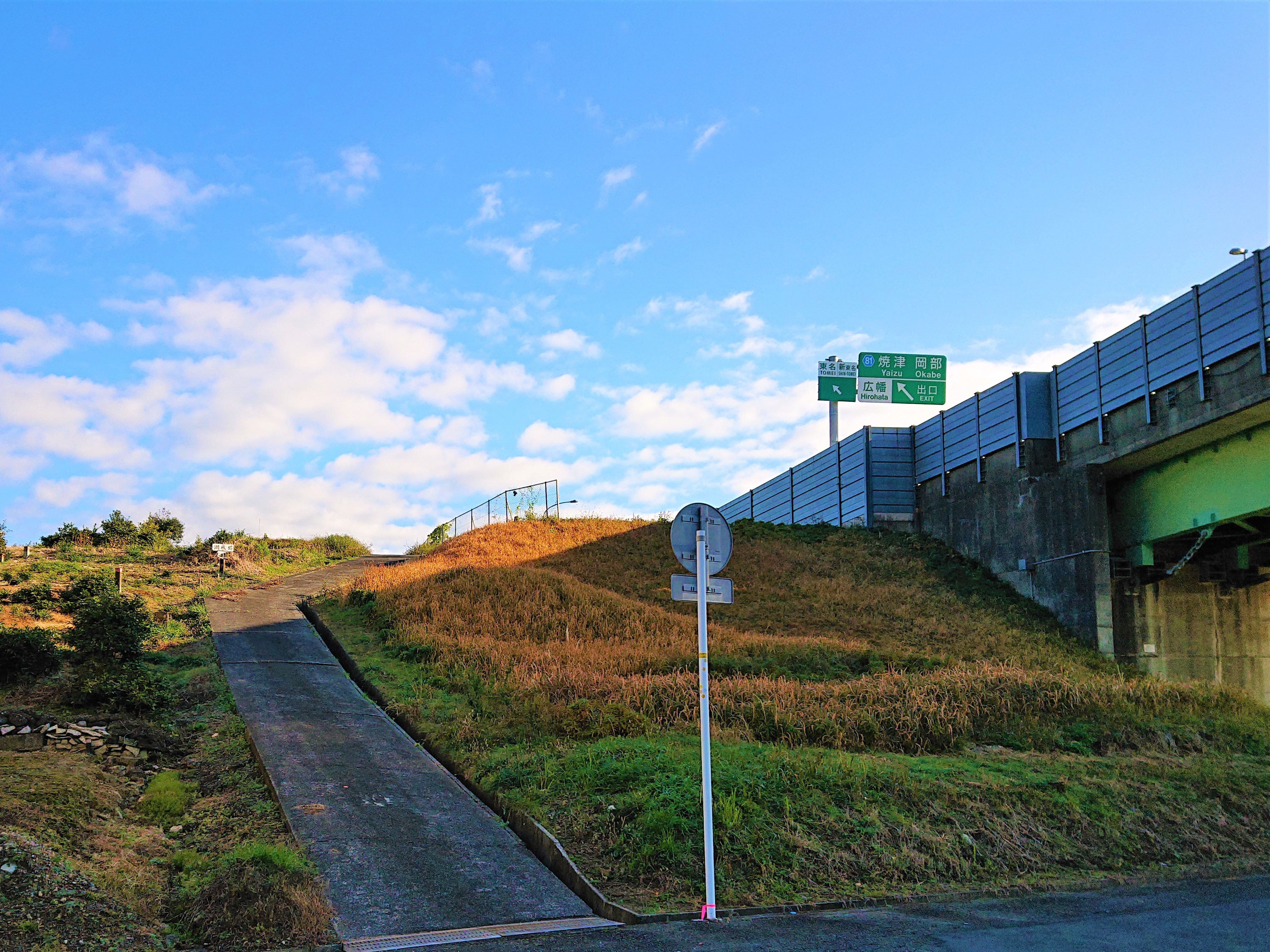
城跡の遠景。写真右側は国道1号・藤枝バイパスが通る一ノ曲輪跡。

志太平野北西部にそびえる標高201メートルの独立峰「潮山」の山裾から東へ延びた低位丘陵部に所在する。尾根上の東西180メートル×南北90メートルを城域とし、中央に方形区画を土塁で囲む一の曲輪を配し、その両サイドに二の曲輪、三の曲輪を配置する。
1978年（昭和53年）、国道1号藤枝バイパス建設に伴い発見され、バイパスが通過する一の曲輪の範囲が発掘調査された。室町時代後半の遺物と共に、5×3間の礎石をもつ掘立柱建物跡などの遺構が検出された。一ノ曲輪は調査後に消滅したが、二の曲・三ノ曲輪、空堀などの遺構が一部残る。
岡部氏の城とされる朝日山城の南東1キロメートルに位置することから、朝日山城の支城とされるが、当地の古地名が「城山」という以外に文献史料に記録がないため、城主など詳細不明の城郭である。
1575年（天正3年）の長篠の戦い以降、駿河攻略に乗り出した徳川家康軍が、田中城に拠る武田軍を監視するため築いた、との見解もある。